# Qiang-Gyalrong-Sprachen
Die Qiang-Gyalrong-Sprachen bilden eine Untergruppe der tibetobirmanischen Sprachen, eines Primärzweiges des Sinotibetischen. Die zwölf Sprachen werden von 500.000 Menschen hauptsächlich in Süd-China in der Provinz Sichuan gesprochen. Qiang-Gyalrong besteht aus den beiden Zweigen Xixia-Qiang und Gyalrong, die allgemein anerkannte genetische Einheiten bilden. Die bedeutendsten Einzelsprachen sind Qiang mit 130.000 Sprechern und Gyarong (auch Gyalrong, rGyalrong oder Jiarong) mit 140.000 Sprechern, beide werden in Nord-Zentral-Sichuan gesprochen. Zum Xixia-Qiang-Zweig wird auch das Xixia oder Tangutische gerechnet, die ausgestorbene Sprache des Tanguten-Reiches (11.–13. Jahrhundert).

## Klassifikation und Untereinheiten
- Sinotibetisch
  - Tibetobirmanisch
    - Qiang-Gyalrong
      - Xixia-Qiang-Sprachen (250 Tsd. Sprecher)
      - Gyalrong-Sprachen (230 Tsd. Sprecher)

### Qiang-Gyalrong
- Randy J. LaPolla: Qiang. In: Thurgood - LaPolla 2003, S. 573–587.
- Picus Sizhi Ding: Prinmi: A Sketch of Niuwozi. In: Thurgood - LaPolla 2003, S. 588–601.
- Gong Hwang-Cherng: Tangut. In: Thurgood - LaPolla 2003, S. 602–620.
- Ksenia Kepping, Christopher Beckwith: A Preliminary Glossary of Tangut from Tibetan Transcriptions. In: Beckwith 2002, S. 185–187.
- Yasuhiko Nagano: Cogtse Gyarong. In: Thurgood - LaPolla 2003, S. 469–489.
- Jackson Sun: Caodeng rGyalrong. In: Thurgood - LaPolla 2003, S. 490–502.

### Tibetobirmanisch
- Christopher I. Beckwith (Hrsg.): Medieval Tibeto-Burman Languages (= International Association for Tibetan Studies: Proceedings of the seminar of the International Association for Tibetan Studies. Vol. 9 = Brill's Tibetan Studies Library. Vol. 2, 6). Brill, Leiden / Boston / Köln 2002, ISBN 90-04-12424-1.
- Paul K. Benedict: Sino-Tibetan. A Conspectus (= Princeton-Cambridge-Studies in Chinese Linguistics. Vol. 2). Cambridge University Press, Cambridge 1972, ISBN 0-521-08175-0.
- Scott DeLancey: Sino-Tibetan Languages. In: Bernard Comrie (Hrsg.): The World's Major Languages. Oxford University Press, New York NY u. a. 1990, ISBN 0-19-520521-9, S. 797–810.
- Austin Hale: Research on Tibeto-Burman Languages (= Trends in Linguistics. State-of-the-art Reports. Vol. 14). Mouton, Berlin / New York / Amsterdam 1982, ISBN 90-279-3379-0.
- James A. Matisoff: Handbook of Proto-Tibeto-Burman. System and philosophy of Sino-Tibetan reconstruction (= University of California Publications in Linguistics. Vol. 135). University of California Press, Berkeley u. a. 2003, ISBN 0-520-09843-9.
- Anju Saxena (Hrsg.): Himalayan Languages. Past and present (= Trends in Linguistics. Studies and Monographs. Vol. 149). Mouton de Gruyter, Berlin / New York NY 2004, ISBN 3-11-017841-9.
- Graham Thurgood, Randy J. LaPolla (Hrsg.): The Sino-Tibetan languages (= Routledge Language Family Series. Vol. 3). Routledge, London [u. a.] 2003, ISBN 0-7007-1129-5.
- George van Driem: Languages of the Himalayas. An ethnolinguistic Handbook of the greater Himalayan Region. Containing an Introduction to the Symbiotic Theory of Language (= Handbuch der Orientalistik. Abt. 2: Indien. Bd. 10). 2 Bände. Brill, Leiden u. a. 2001, ISBN 90-04-12062-9 (Bd. 1), ISBN 90-04-12063-7 (Bd. 2).